# 安永英雄
安永 英雄（やすなが ひでお、1920年（大正9年）2月21日 - 2003年（平成15年）6月8日）は、日本の政治家、参議院議員（4期、日本社会党）。

## 来歴
福岡県鞍手郡若宮町（現宮若市）出身。1940年福岡師範学校（現・福岡教育大学）卒。小中学校の教諭になり、福岡県教組委員長や県労組評議会議長を歴任する。1968年の第8回参議院議員通常選挙で全国区から日本社会党公認で立候補して初当選した。2期務めた後1980年の第12回参議院議員通常選挙で落選。1983年の第13回参議院議員通常選挙では比例区から立候補して当選した。1995年春の叙勲で勲二等旭日重光章受章。同年引退。国会内では建設委員長や決算委員長を歴任し、党内では参院国対委員長や参議院議員会長などを務めた。2003年6月8日死去。83歳。死没日をもって正八位から正四位に叙される。